# Epinephelus bruneus
Epinephelus bruneus is een straalvinnige vis uit de familie van de Zaag of Zeebaarzen. De soort komt voor in het noordwesten en het westen van de Grote Oceaan en kan een lengte tot 130 centimeter bereiken. Hij leeft voornamelijk op diepten tussen de 20 en 200 meter.